# Kalkflachmoor nordwestlich des Glapf-Hofes

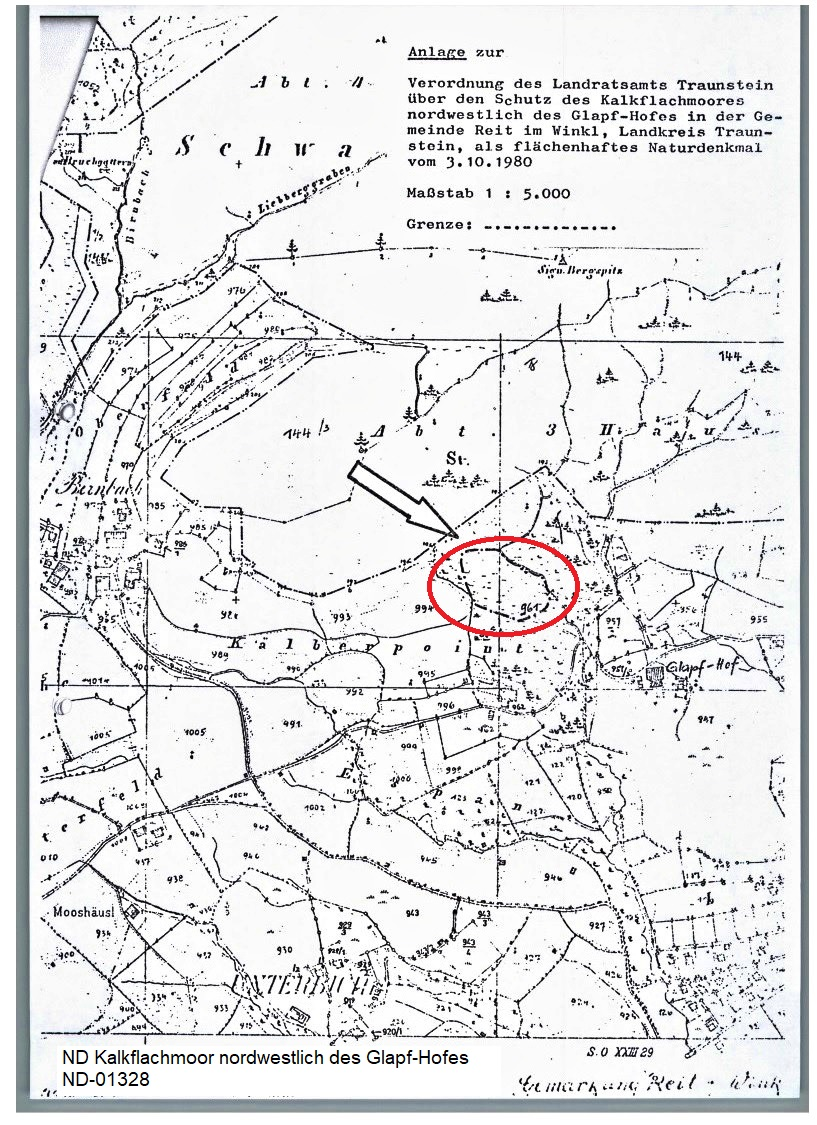
Lageplan Amtsblatt

Das Kalkflachmoor nordwestlich des Glapf-Hofes in der Gemeinde Reit im Winkl ist ein 0,78 ha großes flächenhaftes Naturdenkmal im Landkreis Traunstein.
Es erhielt im Oktober 1980 durch Verordnung des Landratsamtes Traunstein den Schutzstatus und wird vom Bayerischen Landesamt für Umwelt unter der Nummer ND-01328 gelistet. 

## Schutzzweck
Das Kalkflachmoor ist als flächenhaftes Naturdenkmal zu schützen, da es sich hier qualitativ um ein hochwertiges Biotop handelt und seine Erhaltung wegen seiner hervorragenden Eigenart und Seltenheit, seiner ökologischen, wissenschaftlichen, floristischen und faunistischen Bedeutung im öffentlichen Interesse liegt.